# Metro: Last Light
Metro: Last Light es un videojuego de disparos en primera persona, secuela directa de Metro 2033, orientado a la acción combinada con elementos de videojuego de terror y desarrollado por 4A Games y distribuido por THQ. Originalmente fue anunciado como Metro 2034, aunque el autor Dmitry Glukhovsky ha estado aparentemente trabajando con los desarrolladores, no tiene ninguna relevancia para el libro Metro 2034, esto fue dado a conocer mediante una nota de prensa. Su nuevo libro Metro 2035, está inspirado en esta secuela de 4A Games.
El 25 de agosto de 2014 se lanza Metro: Last Light Redux para videoconsolas de nueva generación y PC (por Steam), el 16 de abril de 2015 en macOS (por Steam o App Store), y el 11 de mayo de 2015 en la plataforma GOG.com.

## Argumento
Ha pasado un año después de que Artyom enviara varios misiles a destruir la colmena de la raza conocida como «Los Oscuros», acabando así con la raza más misteriosa del posapocalíptico entorno en que ha quedado convertida la antigua Moscú. Parecía que la historia terminó ahí, hasta que una noticia cambia la situación.
Khan, compañero de Artyom, le informa de que recientemente vio un Oscuro en un parque de la superficie el cual habría sobrevivido al ataque. Encontrar a ese ser podría cambiar el curso de los acontecimientos. Es por ello que deciden notificárselo a Miller, líder de su estación, con la esperanza de convencerlo para que les permita contactar con la criatura. Sin embargo, en lugar de eso, Miller decide enviar a Artyom junto a su hija Ana para matar al Oscuro superviviente.
Cuando Khan trata de impedirlo, es apartado de la misión. Artyom es amenazado para cumplir con la misión y junto a Ana son enviados a través de los túneles de metro abandonados hasta la superficie. Una vez allí, Artyom explora la zona mientras Ana lo protege desde una posición de francotirador. Tras un enfrentamiento con algunos mutantes, Ana localiza al Oscuro y Artyom sale en su búsqueda hasta que finalmente lo atrapa. Pero entonces descubre que el Oscuro es en realidad tan solo una cría. Al entrar en contacto con la criatura, esta se infiltra en la mente de Artyom, provocándole un estado de trance. La mente de Artyom viaja al momento en que lanzó los misiles que destruyeron el hogar de los Oscuros un año atrás y es testigo de como la onda expansiva arrasa a todos los seres mientras la joven criatura logra escapar. En ese instante Artyom despierta bruscamente al ser capturado por unos exploradores del Reich, una de las facciones humanas enfrentada al resto. Artyom es golpeado y queda inconsciente mientras tanto él como el Oscuro son trasladados a las bases del Reich en el metro.
Tras despertar, Artyom descubre que está a punto de ser brutalmente interrogado junto a otros prisioneros, algunos de los cuales acaban siendo asesinados. Sin embargo gracias a la acción de uno de los prisioneros de la facción de los Rojos (enfrentada al Reich) llamado Pavel consiguen zafarse de sus captores y juntos inician una huida de las instalaciones.
Tras huir del territorio del Reich, salen a la peligrosa superficie en la que se encuentran uno de los numerosos aviones devastados por la guerra, en el que Artyom tiene una visión de como acabó así.
Tras derrotar a muchos enemigos consiguen llegar al Teatro, la capital cultural del Metro (como la Polis es la capital científica) en el que descansa un poco. Tras esto Pavel le envenena y le encierra, revelando que tenía un alto cargo en la Línea Roja. Tras sesiones de torturas Artyom consigue escapar del interrogatorio y encontrar, interrogar y (opcional) matar a Pavel (en ese orden).

## Jugabilidad
A diferencia de la anterior entrega, este título presentará más acción externa ambientada en un escenario posapocalíptico de la ciudad rusa de Moscú, donde no hay rastro de civilización exceptuando a las criaturas oscuras que el jugador enfrentará. Equipados con nuestra típica máscara y traje antiradiación presentes también en su antecesor, viviremos una sensación de soledad y angustia caminando sobre las ruinas de la ciudad donde coches y cualquier rastro de una existente sociedad yace sobre toneladas de nieve y ceniza.
Metro: Last Light utiliza el mismo sistema de comercio de municiones para poder intercambiarlos por objetos de necesidad que Metro 2033. 4A Games ha mencionado sobre una posible utilización de agua y fuego como elementos claves, en consecuencia de esto se podrían ver incendios que afectarían directamente la jugabilidad.
Metro: Last Light originalmente iba a poseer un modo multijugador, pero fue descartado con el fin de darle más recursos a la campaña, además de que era difícil integrarlo al contexto del juego.

## Desarrollo
El juego fue dado a conocer mediante una nota de prensa, Danny Bilson de THQ ha declarado lo siguiente: «Creemos que Metro 2033 fue una obra maestra con pocas imperfecciones. Era un juego bonito y original que no recibió el apoyo de marketing que necesitaba. No repetiremos este error con Metro: Last Light. Este juego supera al original en todos los aspectos, tendrá un modo de juego más pulido, profundo y sofisticado, y un modo de combate visceral, sin perder a nuestros fans que se enamoraron del original. Metro: Last Light es otra pieza de arte de este estudio de Europa del Este dentro del desarrollo de juegos que estremecerá y aterrorizará a todo aquel que busque una experiencia más cerebral que el típico juego de disparos en primera persona».
Por otra parte, Huw Beynon (responsable de comunicación de 4A Games) habló en una entrevista sobre las mejoras del juego para dar más detalles sobre lo hablado, por lo que, respondió que lo cambiado al hecho de cambiar el título del juego comentó a lo anterior:

La novela de Dmitri, Metro 2034, fue escrita con un estilo muy diferente al mostrado en Metro 2033, y sinceramente no encajaba a la hora de adaptarlo a un videojuego. Desde un estado muy inicial de desarrollo decidimos crear una nueva y original historia que continuara la aventura de Artyom, de manera que el nuevo título supusiera una secuela directa del anterior».

## Requisitos para PC
Mínimos
- Windows: XP (32-Bit), Vista, 7 u 8, Linux
- CPU: 2,2 GHz de doble núcleo, p.e., Intel Core 2 Duo
- RAM: 2GB Direct X: 9.0c
- Tarjeta gráfica: DirectX 9, Shader Model 3 compatible (ej. nVidia GTX-250), o AMD equivalente (p.e., serie HD Radeon 4000) o superior

Para usar la visión 3D
- NVIDIA GTX 275 o superior
- monitor de 120Hz
- NVIDIA 3D Vision kit para Windows Vista,

Recomendados
- Windows: Vista, 7 u 8, Linux
- CPU: 2,6 GHz de cuatro núcleos, p.e., Intel Core i5
- RAM: 4GB Direct X: 11 Tarjeta gráfica:
- NVIDIA GTX 580/660 Ti (o AMD equivalente, p.e., 7870) o superior

Para usar la visión 3D:
- NVIDIA GTX 580/660Ti o superior
- 120Hz Monitor
- NVIDIA 3D Vision kit para Windows Vista, 7 u 8

Óptimos
- Windows: Vista, 7 u 8, Linux
- CPU: 3,4 GHz multi-núcleo, p.e., Intel Core i7
- RAM: 8GB Direct X: 11
- Tarjeta gráfica: NVIDIA GTX 690 / NVIDIA Titan

## Requisitos para Mac

#### Mínimos
- Sistema Operativo: OS X 10.9.5 o posterior
- CPU: 3,2GHz Intel Core i5
- RAM: 8GB
- Gráficos: Radeon HD7950 3GB / NVIDIA GeForce GTX 750m 1GB
- Espacio disponible: 10GB

#### Recomendados
- Sistema Operativo: OS X 10.9.5 o posterior
- CPU: 3,2GHz Intel Core i5
- RAM: 8GB
- Gráficos: Radeon HD7950 3GB / NVIDIA GeForce GTX 775m 2GB
- Espacio disponible: 10GB